# Rumen Sandev
Rumen Sandev (tiếng Bulgaria: Румен Сандев; sinh 19 tháng 11 năm 1988) là một cầu thủ bóng đá Bulgaria hiện tại thi đấu ở vị trí hậu vệ cho Pirin Blagoevgrad.